# اسلنت سیکس گیمز
شرکت اسلنت سیکس گیمز (به انگلیسی: Slant Six Games) یک شرکت سازنده و توسعه‌دهنده بازی‌های ویدئویی است که مقر اصلی آن در ونکوور کانادا قرار دارد. این شرکت در سال ۲۰۰۵ تأسیس شد. نام این شرکت، برگرفته از موتور کرایسلر اسلنت-۶ بوده که از سال ۱۹۵۹ توسط شرکت کرایسلر تولید می‌شده‌است. شرکت بازی‌سازی اسلنت سیکس، نخستین بازی خود را با نام SOCOM: Tactical Strike در سال ۲۰۰۷ و برای پی‌اس‌پی روانه بازار نمود و از همین سری، بازی‌های SOCOM: Confrontation و SOCOM: Fireteam Bravo 3 را به ترتیب برای پلی‌استیشن ۳ و پی‌اس‌پی منتشر ساخت.
این شرکت همچنین در مارس ۲۰۱۲ به همراه شرکت کپ‌کام بازی پرانتقاد رزیدنت ایول: مأموریت شهر راکون را عرضه نمود. این بازی با نقدهای منفی گوناگونی مواجه شد..